# Ловиц, Георг Мориц
Гео́рг Мо́риц Ло́виц (в России также известен как Давы́д Его́рович, нем. Georg Moritz Lowitz, 17 февраля 1722, Фюрт — 24 августа 1774, Иловля (по другим источникам, Камышин или округа Саратова)) — немецкий и русский математик, астроном и географ, отец Товия Ловица.

## Биография
Ловиц родился в 17 февраля 1722 года в Фюрте, в семье Вольфганга и Катарины Лобиц (sic). Там он поступил на работу в ювелирную мастерскую Фердинанда Фридриха Вехтлера (1692—1762), в свободное время Ловиц занимался самостоятельным изучением математики и физики. В 1746 году он начал сотрудничество с Тобиасом Майером.
Впоследствии Ловиц стал картографом в Нюрнберге, в компании «Homännische Erben». К астрономии его привлекло солнечное затмение 30 января 1748 года. В 1767 году Ловиц был приглашён в Петербургскую Академию наук. В рамках исследований, проводимых академией, Ловиц совершил несколько путешествий по южной России; наблюдал прохождение Венеры по диску Солнца в Гурьеве. Первым определил высоту горы Бештау с помощью барометра.
В 1774 году Ловиц вместе с Петром Иноходцевым отправились в экспедицию по Нижней Волге. Главной её целью было установление географических координат располагавшихся там населённых пунктов, а также сбор данных для строительства Волго-Донского канала. Во время этой экспедиции Ловиц был пленён мятежниками Пугачёва, и все его рукописи и журналы были уничтожены.
По одной из версий, он был повешен по приказу Пугачёва. Этой версии придерживался Александр Пушкин (см. ниже). По версии историка М. И. Сухомлинова, он был убит повстанцами, которым не понравились его акцент и одежда.
Существует версия, согласно которой его казнили за то, что он подготавливал строительство Волго-Донского канала (при попытке строительства этого канала при Петре I погибло множество задействованных на этих работах крестьян).

## Семейная жизнь
Георг Мориц Ловиц состоял в трёх браках:
1. Сестра Иоганна Михаэля Франца (1746).
2. Доротея Рипенхаузен (нем. Dorothea Riepenhausen) (1723—1765), дочь гёттингенского бургомистра Отто Рипенхаузена (нем. Otto Riepenhausen) (20 апреля 1756).
3. дочь гауптмана Киндермана (1772).

Дочь София Ловиц (нем. Sofija Lowitz) была замужем за Иоганном Иеригом, первым в мире учёным, составивший грамматику тибетского языка.
От второго брака у него было четверо детей, из них выжил единственный сын Иоганн Тобиас, впоследствии известный химик.

## Упоминания в литературе
Александр Пушкин в «Истории Пугачёва» упоминает имя Ловица:

Пугачёв бежал по берегу Волги. Тут он встретил астронома Ловица и спросил, что он за человек. Услышав, что Ловиц наблюдал течение светил небесных, он велел его повесить поближе к звездам. Адъюнкт Иноходцев, бывший тут же, успел убежать.

## Память
В память о Ловице в его родном городе была названа улица Лобицштрассе (нем. Lobitzstraße).

## Работы
- «Kurze Erklärung über zwei astronomische Karten von der Sonnen» (рус. Краткое описание двух астрономических карт Солнца) (1748)
- «Beschreibung eines Quadrantens der zur Sternkunde und zu den Erdmessungen brauchbar ist» (рус. Описание квадранта, полезного в астрономии и геодезии) (1752)
- «Sammlung der Versuche, wodurch sich die Eigenschaften der Luft begreiflich machen, und ihre Würkungen erklaeren lassen» (1754)
- «Betrachtungen über die schlechte Beschaffenheit der niedersächsischen Ziegeldächer» (1755)
- «Die richtige Verwandlung der scheinbaren Zeiten einer Pendeluhr» (1755)[9]
- «О пользе высшей математики в общей жизни» (1757)[4]
- «Auszug aus den Beobachtungen, welche zu Gurjef bey Gelegenheit des Durchgangs der Venus vorbey der Sonnenscheibe angestellt worden sind» (1770)